# Qatar ExxonMobil Open 2024
Qatar ExxonMobil Open 2024 — тенісний турнір, що проходив на кортах з твердим покриттям у місті Доха, Катар з 19 до 25 лютого. Належав до категорії ATP 250.

## Фінальна частина

### Одиночний розряд
Карен Хачанов —  Якуб Меншик 7–6(14–12), 6–4

### Парний розряд
Джеймі Маррей /  Майкл Вінус —  Лоренцо Музетті /  Лоренцо Сонего 7–6(7–0), 2–6, [10–8]